# 치아 댐

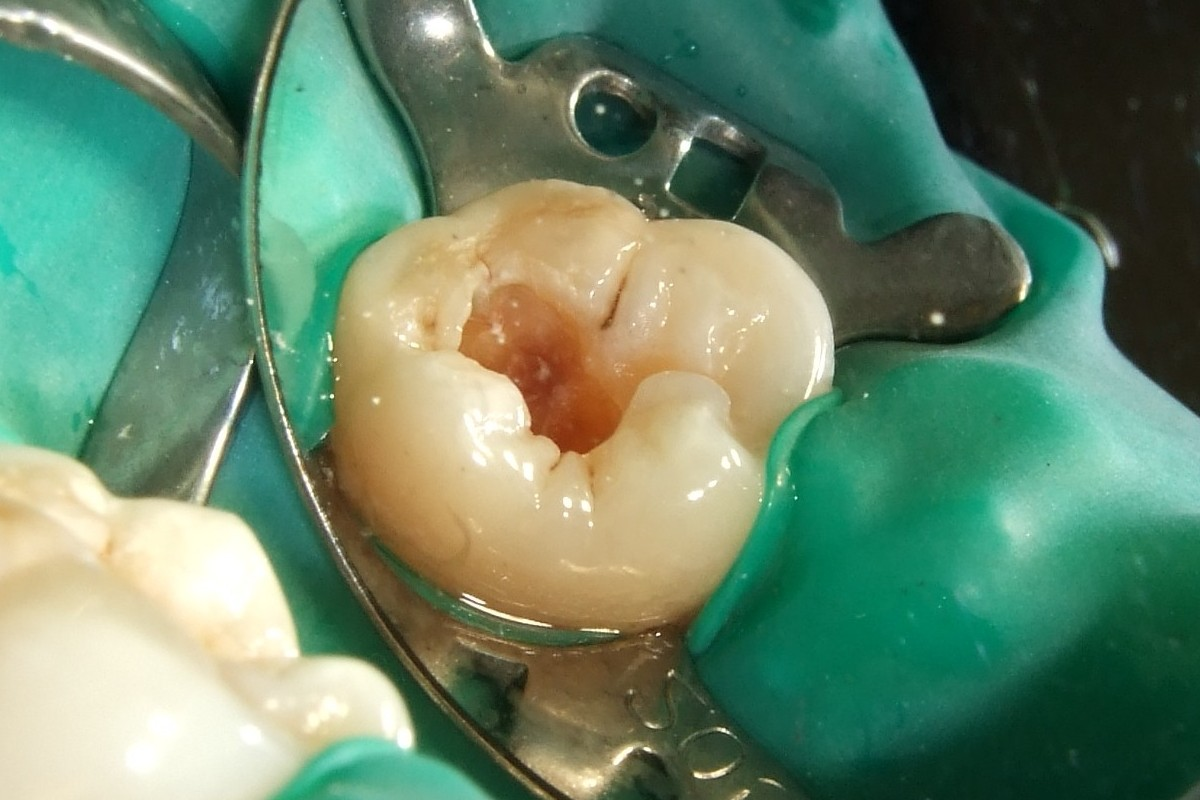
러버댐

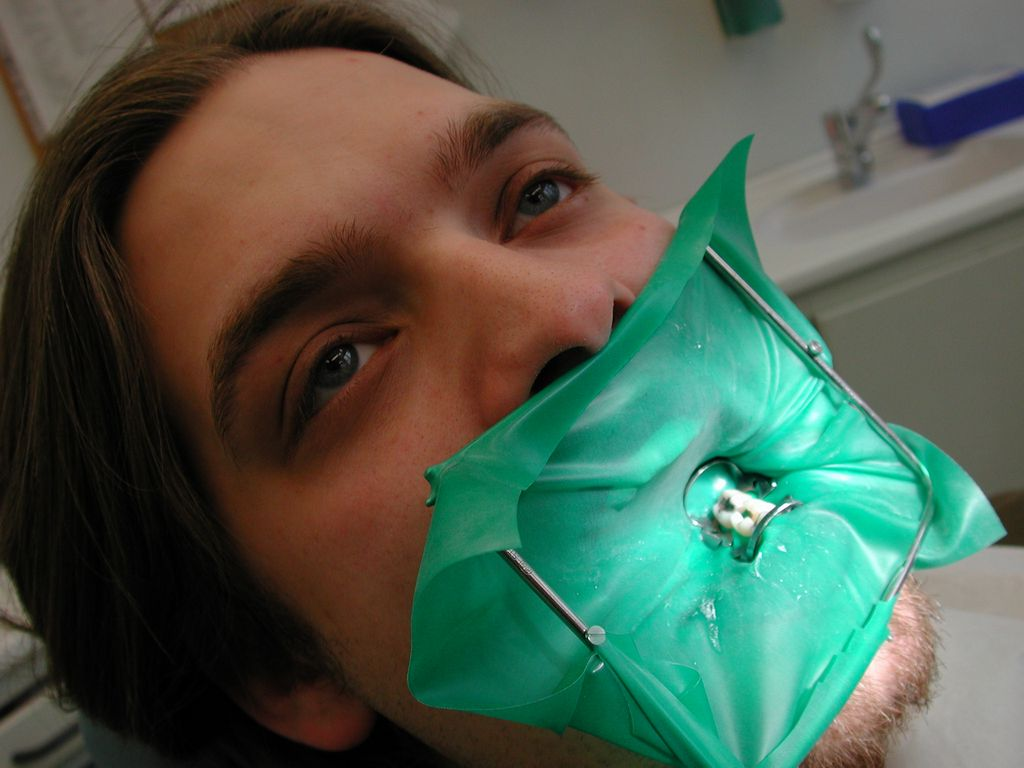
치아 댐

치아 댐(dental dam, 치과 댐) 또는 고무 댐(rubber dam)은 얇은 고무판에 구멍을 뚫어 시술할 부위의 치아만을 노출시키고 나머지는 고무판 아래 위치시켜 격리하는 방법이다. 1864년 뉴욕의 치과의사인 S.C.Barnum에 의해 치과계에 소개되었다. 러버댐은 보존치료(보존,근관)와 소아진료, 치면열구전색 등에서 많이 사용되며 특히 근관치료시에는 러버댐을 사용하는 것을 권장하고있다.
치과 댐은 안전한 구강 성교에도 사용된다.

### 배경

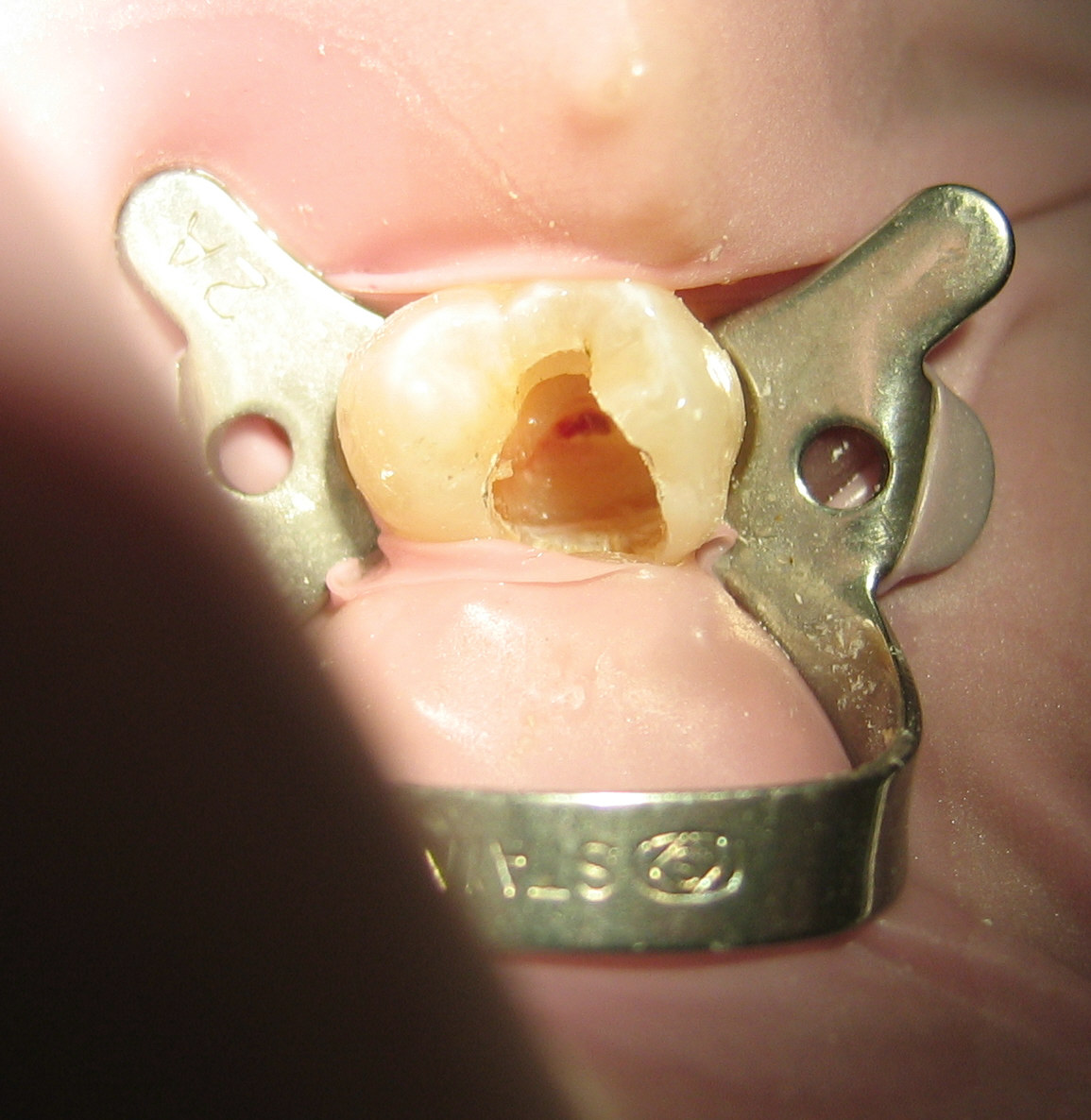
상악 좌측 제2소구치의 고무댐을 분리하여 근관치료 중 고무댐 클램프로 고정한 모습이다.

## 치과

### 재료 및 기구
- 러버댐 시트(Rubber dam sheet) : 얇은 고무판으로 6x6인치 크기를 많이 사용하며 다양한 두께와 여러종류의 색이 있다.
- 러버댐 견인기(Rubber dam frame) : 러버댐시트를 팽팽하게 펴질 수 있도록 유지하는 틀
- 러버댐 고정기(Rubber dam clamps) : 러버댐 시트를 칭치아에 고정하는 역할, 사용부위(대구치, 소구치, 전치)에 따라 알맞은 크기의 고정기를 사용한다.
- 러버댐 천공기(Rubber dam punch) : 치아크기에 맞추어 러버댐 시트에 구멍을 뚫는 기구
- 러버댐 겸자(Rubber dam forceps) : 고정기를 벌려 구강내 치아에 적용 및 제거하는데 이용
- 러버댐 냅킨(Rubber dam napkin) : 러버댐과 환자이 피부사이에 끼워넣는 일회용 종이로 구각부위로 흘러나온 타액을 흡수하고 라텍스로 인한 알러지 반응의 위험성을 감소시킨다
- 치실(Dental floss) : 러버댐 시트를 치아에 고정하거나 인접면을 통과시킬때 이용하며 고정기가 목 뒤로 넘어가는 사고를 방지한다.
- 윤활제(Lubricant) : 러버댐 시트가 치아의 인접면을 쉽게 통과할 수 있도록 이용한다.[5]

### 장점

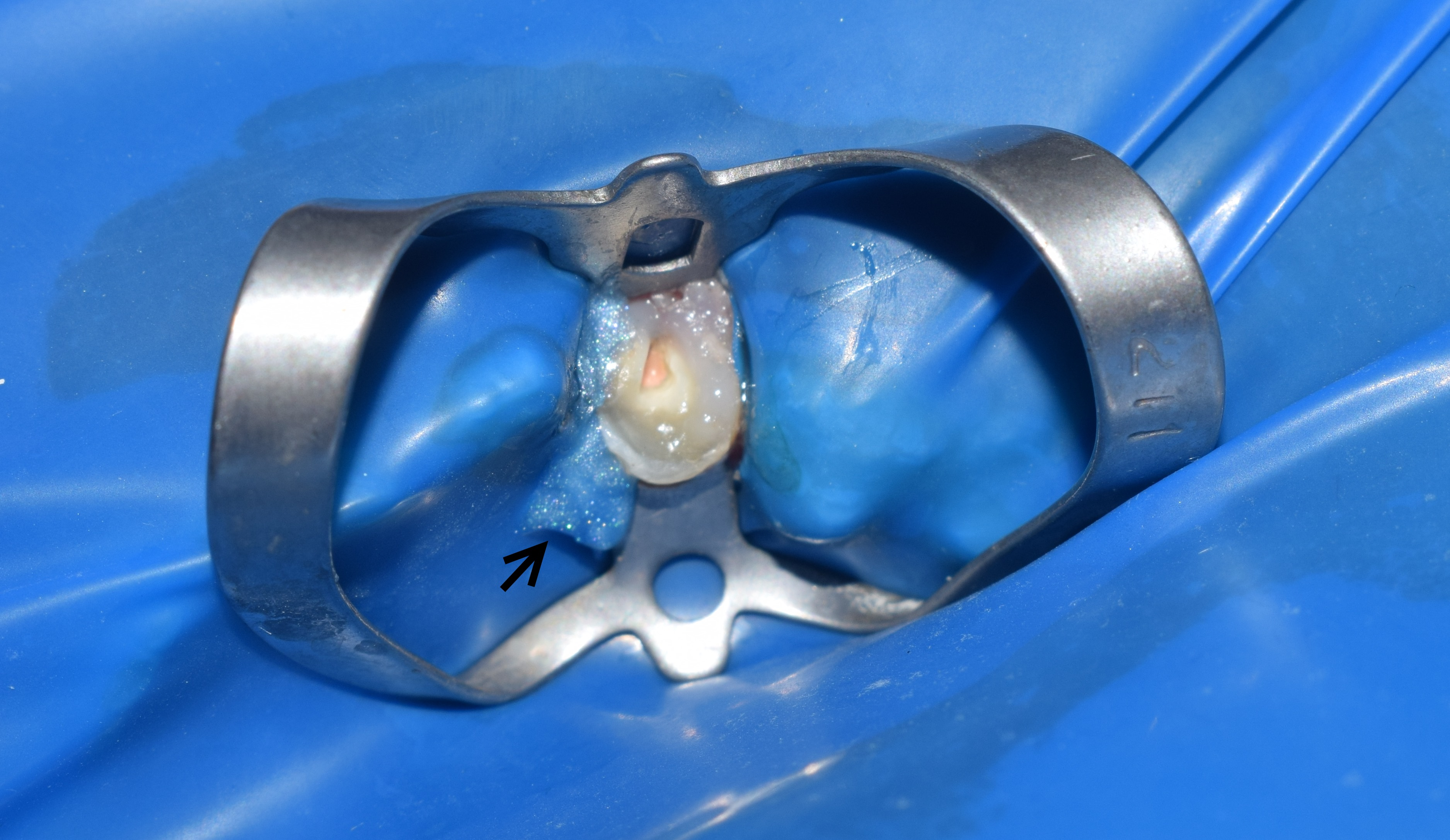
고무댐에 찢어짐이 생긴 후 고무댐과 잇몸 사이의 틈을 메우기 위해 환자에게 사용되는 밀봉제

러버댐을 장착함으로써 구강내 타액, 치은열구액, 치은 출혈을 배재하여 건조하고 깨긋한 시술부위를 확보할 수 있어 우식병소의 제거, 수복재 충전 등의 과정을 적절하게 수행할 수 있다. 러버댐은 치은, 입술, 뺨, 혀 등의 시야를 가리는 요소들을 고무판 아래로 격리시켜서 노출된 치아의 최상의 접근성과 시야를 얻을 수 있으며 초록색의 고무판을 이용하여 수술자의 눈의 피로를 줄여주는 효과를 가지고 있다. 치아 삭제와 수복시에 생기는 여러 가지 잔사, 자극적인 약제, 작은 기구 등을 환자가 흡인 또는 삼키는것을 막아주고 환자와 수술자사이의 교차감염(Cross infection)을 막아주는 역할도 있다. 구강 내는 항상 타액이 있어 습한 상태가 유지되는데 러버댐을 이용하면 습기를 방지에 치과재료의 특성을 향상시킬 수 있다. 러버댐을 이용하여 치료시간을 단축하여 시술의 효율과 생산성이 향상되고, 환자가 편안함을 느껴 더 안정된 진료를 수행할 수 있다.

### 단점
러버댐을 장착하는데 있어 시간이 소요, 환자의 거부감등이 있을 수 있다. 또 드물게 러버댐 시트의 라텍스 성분으로 인한 알레르기가 나타날 수 있다. 러버댐은 외벽이 약한 치아에 사용할 경우 러버댐 고정기에 의해 치아가 파절될 수 있으므로 사용을 지양하고 불완전하게 맹출된 영구치, 비정상적인 형태나 위치를 가진 치아의 경우 고정기가 탈락할 수 있다. 감기, 천식 등으로 인해 코로 숨쉬기가 곤란한 환자나 구호흡을 하는 환자에게는 적용할 수 없다.

## 구강 성교

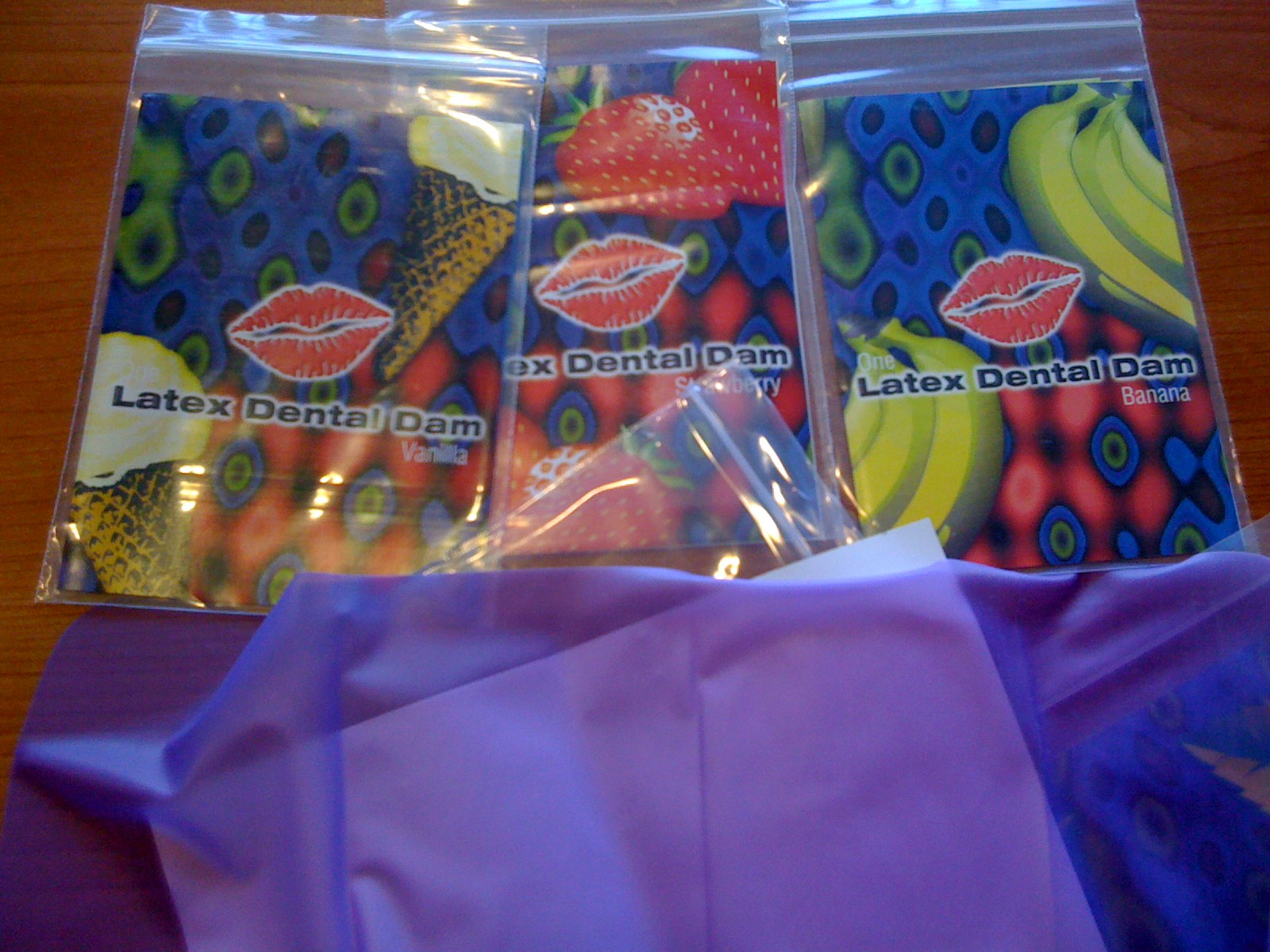
안전한 성관계를 위한 제품으로 판매하기 위해 포장된 향이 나는 댐.

치과 댐은 때때로 커닐링구스와 애닐링거스 시 체액 교환을 막는 물리적 장벽으로 사용되도록 제안되는데, 특히 여성과 성관계를 갖는 여성의 경우 성병(STI)을 예방하기 위해 사용된다. 그러나 이러한 목적으로 사용되는 경우는 드물며 2012년 기준으로 치과 댐 사용이 HIV 감염 위험을 포함한 성병 전파 위험을 줄인다는 증거는 없다.
수성 윤활제로 윤활한 후, 천공되지 않은 치과 댐을 음문이나 항문 위에 올려놓으면 체액 전달이나 직접적인 신체 접촉 없이 해당 부위를 구강으로 자극할 수 있다. 플라스틱 랩, 콘돔(팁과 링을 잘라내고 세로로 자르면 재활용됨) 또는 라텍스 장갑(세로로 자르면 열림)은 구강 성교 중 외음부나 항문 부위를 덮는 물리적 장벽을 제공함으로써 치과용 댐과 유사한 방식으로 STI 보호에 사용될 수 있으며 이러한 대체 장벽 방법은 치과용 댐보다 저렴하고 쉽게 구할 수 있다. 치과용 댐은 처음에 1980년대에 일부 안전한 성생활 캠페인에서 구강 성교 중 STI 전파를 막는 장벽으로 홍보되었다. 세계보건기구(WHO)가 여성 수감자에게 치과용 댐을 사용해야 한다고 권고한 후 1990년대에 캐나다와 호주(뉴사우스웨일즈, 호주 수도 준주, 서호주, 남호주 관할 지역)의 일부 여성 교도소에서 성적 장벽 보호의 한 형태로 사용하기 위해 도입되었다. 수감자들은 덴탈댐 사용과 관련하여 여러 가지 문제점을 보고했는데, 댐이 너무 두껍고, 구하기 어렵고, 맛이 좋지 않으며, 구강 성교 시 감각이 떨어진다는 점 등이 있다. 덴탈댐은 수감자들이 머리끈, 식탁 매트, 신발끈 등 다른 용도로 사용하는 경우가 많다. 덴탈댐은 비교적 비싸고 교도소 시스템 밖에서는 구하기 어렵습니다. 러버댐은 성병 예방 보조제로서의 효과에 대해 제조, 판매, 등록, 시험 또는 평가되지 않았으며, 성병 병원균 투과성에 대한 연구도 존재하지 않는다(2010년 기준).
2022년 NIH 연구에 따르면 "[덴탈댐은 안전한 구강 성교를 위한 매우 귀중한 도구가 될 수 있으며, 환자들이 이를 올바르게 사용하는 방법을 아는 것이 중요하다. [...] 치아댐은 성병(STI) 감소와 관련이 있지만, 통계적 유의성이 부족한 것은 표본 크기가 작기 때문일 수 있다. [...] 성병 클리닉 환자들의 경험을 바탕으로, 저자들은 구강 성교용으로 특별히 제작된 덴탈댐을 구매할 것을 권장한다. 이 댐은 구강 수술에 사용할 수 있는 가장 얇은 덴탈댐보다 얇기 때문이다. [...] 현재 문헌에 따르면 덴탈댐이 성병 발생률과 전파 감소에 통계적으로 유의미한 역할을 하는지는 불분명하다. 이는 자료 부족, 환자 교육 부족으로 인한 사용 빈도 감소, 구매 및 접근성에 대한 인식된 장벽, 의료진의 미숙함 등의 요인 때문일 수 있다. 콘돔은 성병 위험을 감소시키는 것으로 반복적으로 입증되었으며, 덴탈댐 또한 위험을 감소시킬 가능성이 높다. 앞서 언급한 콘돔 관련 데이터를 외삽할 때도 마찬가지이다. 그러나 덴탈댐의 사용, 인식된 장벽, 그리고 성병 예방 효능을 확인하기 위해서는 덴탈댐에 대한 더 많은 임시 연구가 분명히 필요하다."

## 같이 보기
- 콘돔
- 성병
- 구강 성교
- 처녀막